# 克林特·鲁宾逊
克林特·鲁宾逊（英語：Clint Robinson，1972年7月27日—），澳大利亚男子皮划艇运动员。他曾代表澳大利亚参加1992年、1996年、2000年、2004年和2008年夏季奥林匹克运动会皮划艇比赛，获得一枚金牌、一枚银牌和一枚铜牌。